# KEGG
KEGG, абревиатура на Kyoto Encyclopedia of Genes and Genomes, в превод Киотска eнциклопедия на гените и геномите, е колекция от бази данни, занимаващи се с геноми, биологични пътища, болести, лекарства и химични вещества. KEGG се използва за биоинформатични изследвания и образование, включително анализ на данни в геномика, метагеномика, метаболомика и други свързани изследвания, моделиране и симулация в системната биология и транслационни изследвания при разработването на лекарства.
Проектът за база данни KEGG е иницииран през 1995 г. от Минору Канехиса, професор в Института за химически изследвания към Киотския университет, в рамките на текущата тогава японска програма за човешкия геном. Предвиждайки необходимостта от компютъризиран ресурс, който може да се използва за биологична интерпретация на данни за геномна последователност, той започва да разработва базата данни KEGG PATHWAY. Това е колекция от ръчно начертани карти на пътища, представящи експериментални знания за метаболизма и различни други функции на клетката и организма. Всяка карта съдържа мрежа от молекулярни взаимодействия и реакции и е предназначена да свързва гени в генома с генни продукти (най-вече протеини). Това дава възможност за анализ, наречен картографиране на пътищата на KEGG, при който съдържанието на гена в генома се сравнява с базата данни на KEGG PATHWAY, за да се проучи кои пътища и свързани функции е вероятно да бъдат кодирани в генома.
Според разработчиците KEGG е компютърно представяне на биологичната система.
През юли 2011 г. KEGG въвежда абонаментен модел за достъп поради значително намаляване на правителственото финансиране. KEGG продължава да бъде свободно достъпен чрез своя уебсайт, но моделът на абонамент предизвика дискусии относно устойчивостта на базите данни за биоинформатика.